# Giesinger Berg
Der Giesinger Berg ist eine etwa 20 m hohe Münchner Anhöhe südlich des Kolumbusplatzes, an der Grenze zwischen Obergiesing und Untergiesing. Auch die etwa 320 m lange, heute vierspurige Straße, die diese Anhöhe hinaufführt, trägt diesen Namen.

## Geschichte
Die Anhöhe entstand in der Eiszeit als Teil des östlichen Isarhochufers. Später verbindet er als Weg das auf der Isarhangkante gelegene ehemalige Bauerndorf Giesing (heute Obergiesing) an der Ichostraße mit den Siedlungen im Tal am Kolumbusplatz.
Das im 18. und 19. Jahrhundert ansteigende Verkehrsaufkommen machte die steile Berggasse zu einem gefährlichen Wegstück. Das prominenteste Verkehrsopfer war der Unternehmer und Erfinder Joseph von Utzschneider. Seine Kutsche kippte und überschlug sich am 31. Januar 1840 in der „Loherwirtskurve“. Der Begradigung der Gasse musste 1888 der Vorgängerbau (St. Peter) weichen. Oberhalb des Giesinger Bergs steht heute die neue Heilig-Kreuz-Kirche.
Geländeregulierungen erfolgten 1890/1892 und 1934/1935 am Giesinger Berg. Die Steigung wurde von stellenweise 15 Prozent auf vier Prozent verringert. Auch beim Bau der U-Bahn 1976/1978 stellte die Steigung noch eine Herausforderung dar. Auf 1894 ist die Erstnennung datiert. Ab 1896 fuhr die Trambahn über den Giesinger Berg, die 1983 eingestellt wurde.
Während der Revolutionszeit nach dem Kriegsende 1918 wurde 1919 der Giesinger Berg gegen Reichswehrtruppen und Freikorpsverbände, die München besetzen wollten, zwei Tage lang (letztlich erfolglos) verteidigt.
Seit mehreren Jahren gibt es Überlegungen eine Fußgänger- und Fahrradbrücke von der Heilig-Kreuz-Kirche zum gegenüber liegenden Giesinger Bräu (bzw. zur Bergstraße dahinter) zu bauen. Damit würde eine Lücke an der größtenteils verkehrsarmen Verbindung entlang der oberen Isarhangkante vom Gasteig bis nach Grünwald geschlossen werden. In einem Alternativkonzept einer Bürgerinitiative wird die völlige Umgestaltung des Verkehrsknotenpunktes in einen untertunnelten, verkehrsfreien Kirchplatz vorgeschlagen.
Der Berg ist heute ein Ort des Kulturgeschichtspfades Obergiesing-Fasangarten.

## Abbildungen

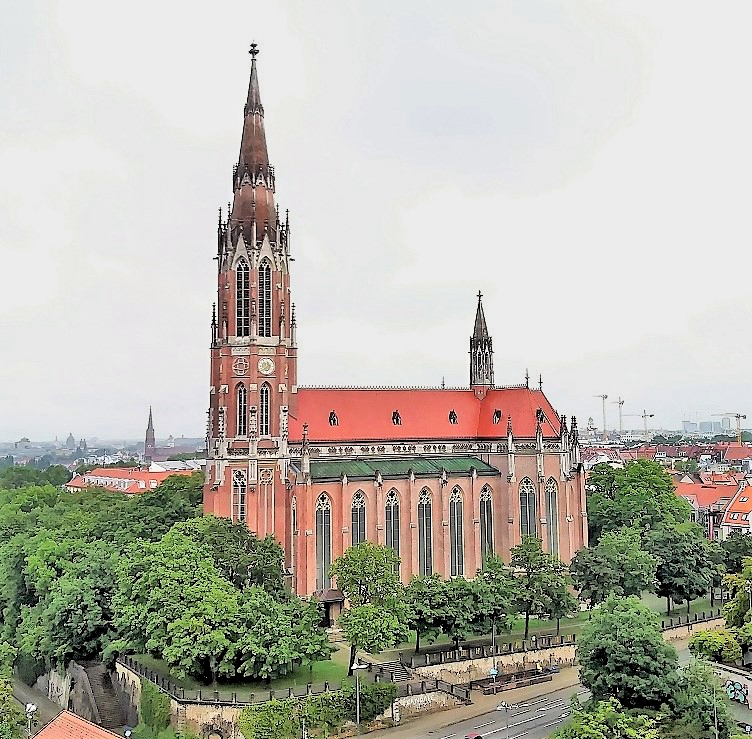
Heilig-Kreuz-Kirche am Giesinger Berg
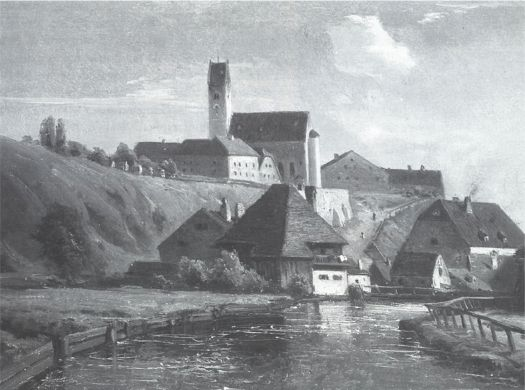
Historischer Blick auf die Anhöhe Giesing (um 1850) mit der alten, 1888 abgerissenen katholischen Kirche St. Peter
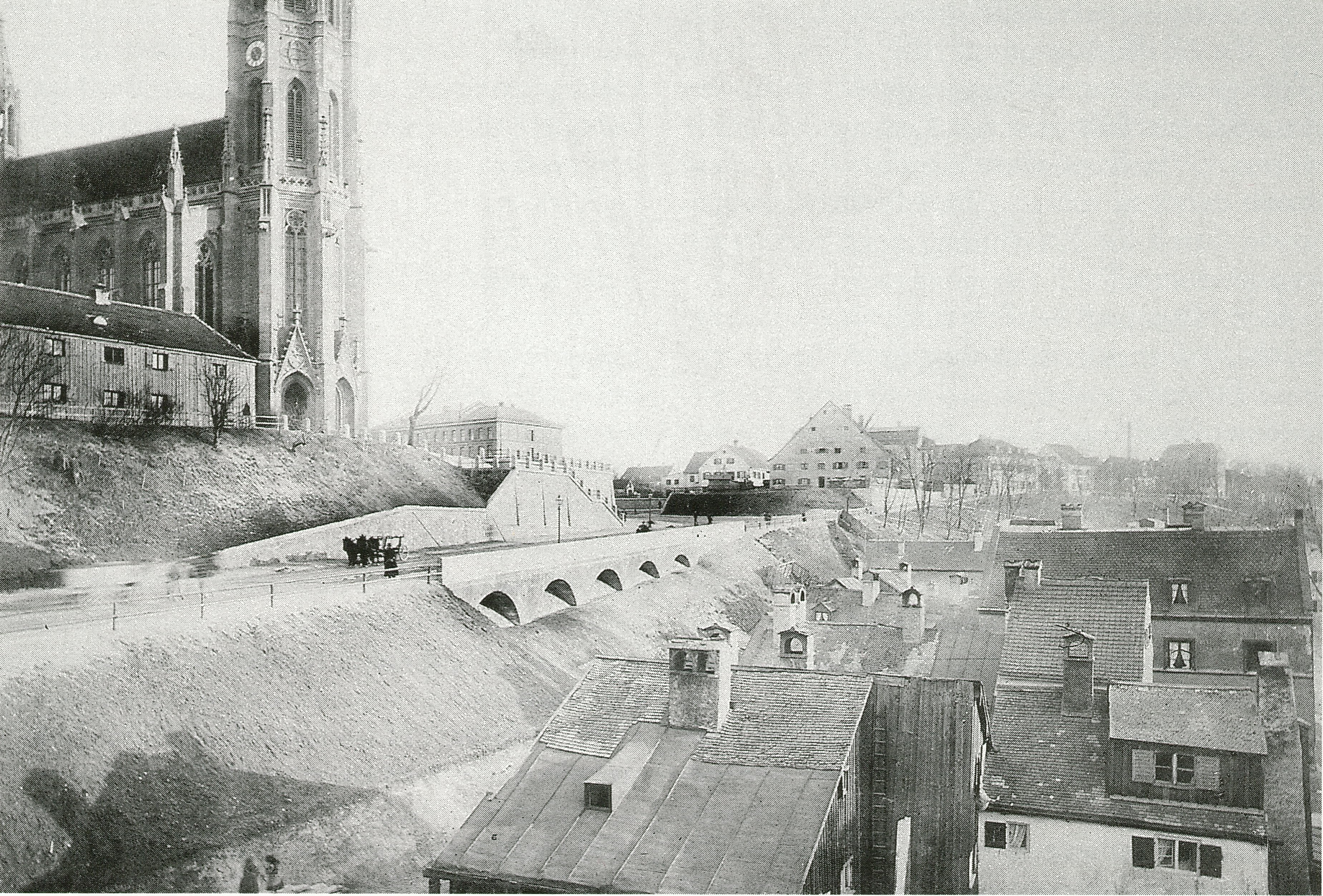
1892
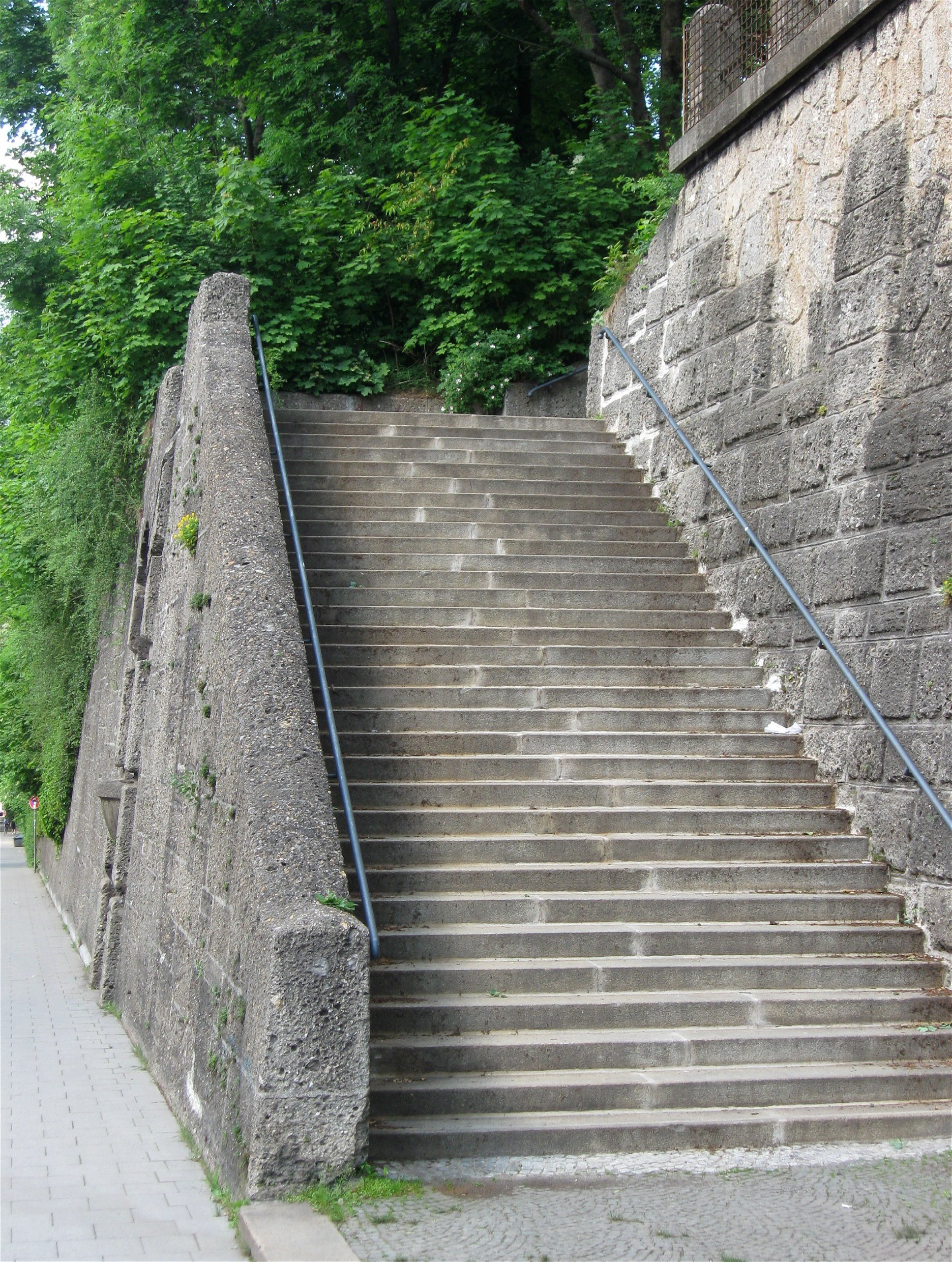
Freitreppe zur Heilig-Kreuz-Kirche
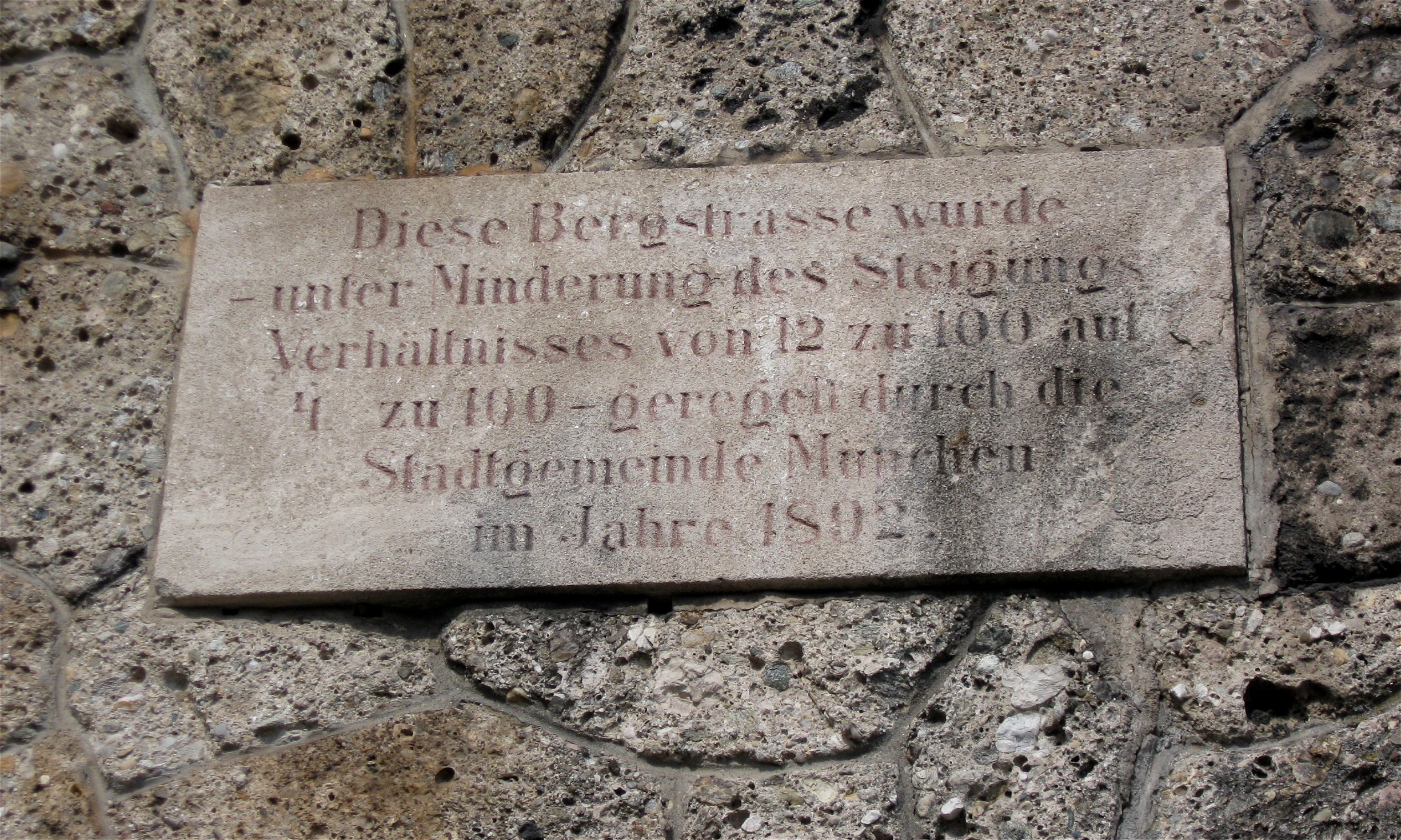
Gedenktafel